# Luís dos Santos Luz
Luiz dos Santos Luz (Porto Alegre, 29 de novembro de 1909 — Porto Alegre, 27 de agosto de 1989), foi um futebolista brasileiro que atuou como zagueiro e disputou a Copa do Mundo de 1934, na Itália.

## Carreira
Era conhecido como "Fantasma da Área", pelo temor que incutia nos atacantes adversários. Em 1934, quando defendia o Americano de Porto Alegre, foi convocado para a Seleção Brasileira que esteve na Copa do Mundo da Itália. Foi o primeiro jogador de um time gaúcho a ter esta honraria. É certo que, da Copa anterior (1930), participara outro gaúcho, Moderato Visintainer, que, no entanto, à época, jogava no Flamengo, do Rio de Janeiro. A atuação brasileira na Copa de 34 foi decepcionante: a Seleção perdeu para a Espanha por 3 a 1 na estreia e logo retornou para casa. No total, Luís Luz vestiu a camisa do Brasil em nove jogos com duas vitórias, quatro empates e três derrotas.

## Títulos
Americano-RS
- Campeonato Gaúcho: 1928

Grêmio
- Campeonato da Cidade de Porto Alegre: 1937, 1938 e 1939